# Everblue
Everblue (エバーブルー, Ebāburū) est un jeu vidéo d'aventure développé par Arika et édité par Capcom. Il est sorti en 2001 au Japon et en 2002 en Europe sur PlayStation 2.
Il a pour suite Everblue 2.

## Accueil
- Famitsu : 31/40[1]
- Jeuxvideo.com : 7/20[2]